# 凱萊隕石坑
凯莱陨石坑(Cayley)是位于月球正面静海西侧附近的一座小撞击坑，约形成于32-11亿年前的爱拉托逊纪，其名称取自英国数学家阿瑟·凯莱（1821年-1895年），1935年被国际天文学联合会正式接受。

## 描述
该陨坑西侧和东北偏东分别毗邻大小相似的休厄尔陨石坑和阿里亚代乌斯陨石坑，稍大的狄奥尼修斯陨石坑位于它的东南，而它的南面则靠近更小的德摩根陨石坑，凯莱陨石坑的北面和东南分别横亘着笔直的阿里亚代乌斯月溪和蜿蜒的李特尔月溪。该陨坑中心月面坐标为4°00′N 15°06′E / 4.0°N 15.1°E，直径14.20公里，深约2.293公里。
凯莱陨石坑外观呈圆杯状，带有一个平坦的小坑底。它的坑壁峰沿峻峭侧立，最大高出周边地形530米，平整的内壁坡呈现出较高的反照率，但仍没有东南的狄奥尼修斯陨石坑明亮，并且缺乏射纹系统。其形态特征隶属于"BIO 型"(以该类陨石坑的典型代表—"毕奥陨石坑"所命名)，并被月球和行星观测协会(ALPO)列入《内侧壁带有深色辐射纹的撞击坑列表》。
环凯莱陨石坑周边平缓、起伏的平原，被非正式地称作凯利建造（Cayley Formation）或凯利地层。有点类似月海，但是具有更高的反照率，且与静海東侧边緣重叠。科学家们推测这片平原可能是大型撞击盆地如雨海、东方海形成时，所抛出喷发物的堆积、沉淀而形成。

## 另请参阅
- Harland, D. M. . Springer. 1999. ISBN 1852330996.
- Masursky, H.; Colton, G. W.; Farouk, E.-B. . NASA. 1978  [2006-08-10]. （原始内容存档于2006-10-11）. — see Fig. 46
- Wood, Charles A. . Sky & Telescope. March 2006.
- Wood, Chuck. . Lunar Photo of the Day. 2007-08-15  [2007-07-15]. （原始内容存档于2007-09-27）.